# トリカスタン原子力地区
座標: 北緯44度20分09秒 東経4度43分21秒 / 北緯44.3356977度 東経4.7224903度
トリカスタン原子力地区（トリカスタンげんしりょくちく、フランス語：Site nucléaire du Tricastin）は、フランス共和国のドローム県のピエールラットとサン＝ポール＝トロワ＝シャトー（fr:Saint-Paul-Trois-Châteaux）、ヴォクリューズ県のボレーヌ（fr:Bollène）とラパリュ（fr:Lapalud）の650ヘクタールに及ぶ広範囲に建設された核燃料サイクル施設や原子力発電所を含む大規模な原子力関連施設。東側にはドンゼール＝モンドラゴン運河（fr:Canal de Donzère-Mondragon）があり冷却用水を確保している。トリカスタン（fr:Tricastin）とはヴォクリューズ県北西からドローム県南西に広がるローヌ渓谷（fr:Vallée du Rhône (France)）を発祥の地とする、ガリア・ナルボネンシスのケルト・リグリア語を操った人々「Tricastins」が由来であるとされる。
地区は2つの地域圏、2つの県、3つのコミューンにまたがっており、付近にはLGV地中海線とオートルート A7号線が南北に通っている。従業員は2,900人以上が働いており、その内のおよそ3割強が近隣のコミューンに居住している。

## 地区施設
トリカスタン原子力地区はフランス原子力産業有数の施設で、これに最大の原子力施設であるラ・アーグ再処理工場がある。地区は最初、1960年代に軍事利用されるウラン濃縮のため利用され、核燃料に関わる製造や運転のための工場が集中し、従業員約5,000人が働いている。
トリカスタン原子力地区内は大きく3箇所に区分され、フランス電力区域、原子力庁区域およびアレヴァ社区域に分けられる。
2008年7月にニコラ・サルコジ大統領はフランス国内第2弾となる欧州加圧水型炉の建設方針を打ち出し、5つの候補地を発表した（他にはフランマンヴィル、パンリー、ショーおよびマルクールが挙がった）。しかし、最終的に建設地はパンリー原子力発電所に決定される。2010年2月、GDFスエズ（現：エンジー）社は地区内に原子炉を建造する予定であるが、これはアトメア社（fr:ATMEA）製欧州加圧水型原子炉が選ばれている。

### 原子力発電所
トリカスタン原子力発電所（フランス電力）は1974年から建設が始まり、1号機と2号機が1980年に、3号機と4号機は1981年に運転を開始している。

### BCOT
トリカスタン操業中熱基盤（fr:Base chaude opérationnelle du Tricastin、BCOT）は地区内にある核施設のメンテナンス事業に特化している。主に原子炉に接続している配管系や機器類などで汚染されたものを保管し、そして誘導系配管、燃料分野を除く原子炉解体に関わっている。

### アレヴァ地区
アレヴァ関連の6社が工場を設けている。
- ユーロディフ・プロダクション -  ジョルジュ＝ベス工場（fr:Usine Georges-Besse）を操業し、地区内の原発の電力を利用して濃縮ウランを製造する。
- オラノ・ピエールラット工場（fr:Usine Orano de Pierrelatte） - 核燃料サイクルの一環として、放射性物質の再処理に特化した核施設。
- コミュレックス・ピエールラット工場（fr:Usine Comurhex de Pierrelatte、六フッ化ウラン金属転換会社） - マルヴェジ工場（fr:Usine Orano Malvési）で製造された四フッ化ウランを六フッ化ウランに転換。
- FBFCピエールラット工場（fr:Franco-Belge de Fabrication du Combustible、燃料製造フランス＝ベルギー会社） - 燃料棒の製造を担当。
- ソカトリ（fr:Socatri、トリカスタン補助会社） - 核物質の破棄や廃液処理その他アレヴァ関連の処分を担当。
- 第2ジョルジュ＝ベス工場（fr:Usine Georges-Besse II） - 遠心分離機を利用したウラン濃縮プラントを操業している。

### 原子力庁関連施設
1996年にピエールラット軍事工場（fr:Usine militaire de Pierrelatte）は閉鎖され、その後は原子力庁による民間研究に転用されている。ピエールラット研究所はCEAヴァロー（CEA Valrho）またはCEAマルクール内に再編成されている。